# Cédric Blanpain
Cédric, baron Blanpain (Ukkel, 6 september 1970) is een Belgisch arts, professor en wetenschapper.

## Biografie
Hij behaalde zijn licentie geneeskunde in 1995 en zijn PhD in 2001. Tussen 2002 en 2006 volgde hij na zijn doctoraat een extra opleiding aan de Rockefeller-universiteit te New York. In 2006 begon hij aan de Université libre de Bruxelles als onderzoeker.
In april 2011 kwam zijn team in het nieuws omdat ze de cellen die aan de basis van de twee meest voorkomende huidkanker, plaveiselcelcarcinoom, hadden geïdentificeerd.

## Eerbetoon
- Floris Mercier Award in 1992 (Beste student geneeskunde van het jaar)
- Second Spécia Award in 1995 (2de beste student van het departement geneeskunde)
- De wellbio prijs van Wallonië
- Beurs van het Nationaal Fonds voor Wetenschappelijk Onderzoek (1997 -2001)
- Prijs van de Belgische sportfederatie tegen kanker in 2000
- Galenusprijs voor Farmacologie in 2001
- Beurs van de Belgian American Educational Foundation (2002 - 2003)
- Beurs van het Nationaal Fonds voor Wetenschappelijk Onderzoek (2005 - )
- Onderzoeksbeurs van de NAVO (2002 - 2003)
- Beurs van het Human Science Frontier Program Organization (2003 - 2005)
- Career Development Award van het National Institutes of Health (2006 - 2009)
- Beurs voor jonge onderzoeker van het Nationaal Fonds voor Wetenschappelijk Onderzoek (2006 - 2008)
- Beurs van het Schlumberger stichting voor onderwijs en onderzoek (2007-2009).
- Beurs van het Europese onderzoeksraad (2008 - 2013)
- CIBLES beurs van de Wallonië (2008 - 2013)
- Beurs van de Stichting tegen Kanker (2009 - 2013)
- Francquiprijs in 2020 voor zijn fundamenteel onderzoek rond kanker en stamcellen[4]